# UTC+7:30
UTC+7:30 a fost un fus orar aflat cu 7 ore și 30 minute înaintea UTC. UTC+7:30 a fost folosit în Singapore și în Malaezia ca fus orar. UTC+7:30 a fost folosit pentru prima oară în partea estică de Malaezia (Sabah și Sarawak) între 1 martie 1926 și 31 decembrie 1932. Vestul Malaeziei (Peninsula Malacca) și Singapore au folosit UTC+7:30 între 1 septembrie 1941 și 15 februarie 1942 și între 13 septembrie 1945 și 31 decembrie 1981 ca oră de vară. În timpul ocupației japoneze (16 februarie 1942 până la 12 septembrie 1945) se folosea UTC+9. În 1970 UTC+7:30 a devenit ora standard în vestul Malaeziei și în Singapore pentru tot anul. Din 1 ianuarie 1982 toată Malaezia și Singapore folosesc fusul orar UTC+8 ca oră standard (Singapore Standard Time - SST).